# Perfect Day (singel Cascady)
Perfect Day – piąty singel niemieckiego zespołu Cascada z albumu Perfect Day. 
Wydany został 3 marca 2009. 